# Квемо-Карабулахи
Квемо-Карабулахи (груз. ქვემო ყარაბულახი, азерб. Aşağı Qarabulaq) — село в подчинении сельской административно-территориальной единицы Карабулахи Дманисского муниципалитета, края Квемо-Картли республики Грузия со 100 %-ным азербайджанским населением. Находится в юго-восточной части Грузии, на территории исторической области Борчалы.

## История
Село Квемо-Карабулахи (рус. «Нижний Черный Источник») вместе с селом Земо-Карабулахи (рус. «Верхний Черный Источник») некогда образовывали одно единое село Карабулахи. Впервые, как два раздельных села упоминаются в исторических документах 1701 года, во время проведенной переписи населения.

### Духоборы
С 1844 по 1863 годы в селе поселились и проживали духоборы — этнические русские, которые подвергались религиозным гонениям в царской России.

### Топоним
Топоним села Карабулахи (азерб. Qarabulaq) происходит от слияния двух тюркских слов — Гара и Булаг (азерб. «Qara-Bulaq»), что в переводе с азербайджанского языка на русский язык означает «Черный источник».
По другой версии, название села образовано от слияния двух тюркских слов — Гейре и Булаг (азерб. «Qəyrə-Bulaq»), что в переводе с азербайджанского языка на русский язык означает «Село с источником».

## География
Село расположено на берегу реки Карабулах, в 22 км от районного центра Дманиси, на высоте 1340 метров от уровня моря.
Граничит с городом Дманиси, селами Кызыладжло, Карабулахи, Саджа, Земо-Карабулахи, Шихлы, Бахчалари, Гедагдаги, Ипнари, Аха, Пантиани, Ормашени, Кариани, Дагарухло, Согутло, Усеинкенди, Мамишлари, Муздулари, Земо-Саламалейки, Сафигле, Велиспири, Ганахлеба, Диди-Гомарети, Саркинети, Патара-Гомарети, Мамула, Пичвебисхеви, Каклиани, Шоршолети, Камарло, Шахмарло, Иакубло, Шиндилиари, Цителсакдари, Далари, Гантиади и Бослеби Дманисского Муниципалитета.

## Население
По данным Государственного статистического комитета Грузии, согласно официальной переписи 2002 года, численность населения села Квемо-Карабулахи составляет 333 человека и на 100 % состоит из азербайджанцев.

## Экономика
Население в основном занимается овцеводством, скотоводством и овощеводством.
В 2010 году компания «SOCAR Georgia Gas», учредителем которой является государственная нефтяная компания Азербайджана «SOCAR», в соответствии с программой газификации Грузии, провела газопровод в несколько сел Дманисского района, в числе которых было также село Квемо-Карабулахи.

## Достопримечательности
- Средняя школа — действует с 1921 года[7][14].
- Храм, надгробный камень, каменная скульптура барана[15].

## Известные уроженцы
- Магомед Шиндилли — поэт[7];
- Фариз Микаилов — профессор[7];
- Азизхан Вели оглы Танрывердиев — профессор, преподаватель филологического факультета Азербайджанского Государственного Педагогического Университета[7][16];
- Мусаев Гумбат Девриш-оглы — принимал участие в рядах советских войск при присоединении Прибалтики в 1940 году; участник ВОВ, пропал без вести в 1941-м.